# Mesofrons villosus
Mesofrons villosus är en stekelart som beskrevs av Lasalle 1994. Mesofrons villosus ingår i släktet Mesofrons och familjen finglanssteklar. Inga underarter finns listade i Catalogue of Life.